# Carlo Damasco
Carlo Damasco (Torre del Greco, 3 settembre 1972) è un arbitro di rugby a 15 ed ex rugbista a 15 italiano.

## Biografia
Già giocatore nel ruolo di mediano di mischia, giunse fino alla Nazionale Under-19 prima di intraprendere la carriera arbitrale.
Internazionale dal 2002 (anno del suo esordio in European Challenge Cup) a tempo parziale, diresse la finale di European Shield 2004/05 tra Worcester e Auch.
Il 14 gennaio 2006 diresse il suo primo incontro di Heineken Cup, a Swansea tra Ospreys e Clermont e, il 1º luglio 2007, divenne il primo arbitro professionista italiano.
Fu, tra l'altro, giudice-arbitro televisivo in alcuni incontri della Coppa del Mondo di rugby 2007 in Francia e giudice di linea in Scozia - Inghilterra al Sei Nazioni 2008; normalmente designato come direttore di gara nel Campionato europeo per Nazioni, ha diretto anche test match in tornei IRB, come il full international di Pacific Nations Cup 2008 tra Figi e Tonga.
In occasione delle IRB Sevens World Series del 2009 l'International Rugby Board ha inserito Damasco nell'elenco degli arbitri designati a dirigere partite del torneo.
A settembre 2010 Damasco è stato scelto dalla Federazione francese per arbitrare un incontro del Top 14 tra il Perpignan e La Rochelle, disputatasi il successivo 3 ottobre e che ha visto il Perpignan imporsi 21 a 16; nell'occasione ha inflitto un'espulsione, nei confronti del samoano Henry Tuilagi per un placcaggio in ritardo sul francese Damien Neveu.
Nel 2011 è stato inserito nella lista degli arbitri per la Coppa del Mondo di rugby 2011 insieme all'altro italiano Giulio De Santis.
Concluse la sua carriera il 30 aprile 2016 dirigendo la gara tra La Drola e L'Acqui Terme che ebbe luogo presso la casa circondariale di Torino. Attualmente continua a lavorare nel rugby come Television Match Officer (TMO).